# Ceroplastes angulatus
Ceroplastes angulatus är en insektsart som beskrevs av Cockerell 1898. Ceroplastes angulatus ingår i släktet Ceroplastes och familjen skålsköldlöss. Inga underarter finns listade i Catalogue of Life.